# 882년

## 연호
- 당(唐) 중화(中和) 2년
- 일본(日本) 간교(元慶) 6년

## 기년
- 당(唐) 희종(僖宗) 9년
- 신라(新羅) 헌강왕(憲康王) 8년
- 발해(渤海) 대현석(大玄錫) 12년

## 사건
- 4월 11일 - 레미히 전투(Battle of Remich)
- 8월 5일 - 공동 국왕이었던 루도비쿠스 3세의 죽음으로 카를로마누스 2세가 서 프랑크 왕국의 유일한 통치자가 되다.
- 러시아에 키이우 공국이 세워짐.

## 사망
- 8월 5일 - 루이 3세, 서 프랑크 왕국의 왕
- 12월 16일 - 교황 요한 8세, 107대 로마 교황.